# Уммати, Зия Ибрагимович
Зия Ибрагимович Уммати (1885, Чурапаново, Уфимская губерния — 1943, Чурапаново, Башкирская АССР) — башкирский писатель

 и фольклорист .

## Биография
Родился в деревне Чурапаново, входившей на тот момент в Норкинскую волость Бирского уезда. Его отец Ибрагим Умматов был имамом деревенской мечети. Учился в родной деревне, с 1898 года — в уфимском медресе Гусмания. В период революционных волнений 1905 года, шакирды, обучавшиеся в медресе, требовали проведения реформы образования, выпускали журналы в поддержку своих идей. Одним из авторов статей, печатавшихся в этих журналах, был Уммати. Также он занимал должность редактора журнала «Иттифак».
В 1906 году поступил в медресе Галия, которое окончил через 3 года. Дружил с Галимджаном Ибрагимовым. После окончания медресе до 1923 года преподавал в различных учебных заведениях. Затем работал в системе райпо и бухгалтером на предприятии заготзерно.
В последние годы жизни тяжело болел. Умер в 1943 году в Чурапаново, похоронен там же.

### Литературный вклад
Первые художественные произведения начал писать во время обучения в медресе Галия, также занимался сбором произведений народного фольклора. Собранные Уммати народные произведения были изданы в 1909 году в виде сборника «Башҡорт, типтәрҙәрҙең йыр, бәйеттәре». В 1910 году было издано его художественное произведение «Аталарға — ғибрәт, йәштәргә — дәрес». Все прочие написанные Уммати произведения не сохранились, поскольку были уничтожены в годы советских репрессий. В связи с арестом Галимджана Ибрагимова, с которым Уммати поддерживал дружеские связи, подвергался допросу, но все свои рукописи и письма от друзей он успел сжечь до своего задержания.